# Kleiniella congoensis
Kleiniella congoensis är en insektsart som beskrevs av Jennifer L. Hollis 1976. Kleiniella congoensis ingår i släktet Kleiniella och familjen rundbladloppor. Inga underarter finns listade i Catalogue of Life.